# Herriko Alderdi Sozialista
Herriko Alderdi Sozialista (Partit Socialista Popular, HAS) fou un partit polític nacionalista basc fundat el 1974 a Baiona (Iparralde) per membres d'Enbata que volien donar suport als encausats en el Procés de Burgos i a la lluita que duia a terme a Euskadi l'organització ETA. El 1975 va unir-se a l'organització d'Euskadi meridional Eusko Alderdi Sozialista (EAS) per a fundar Euskal Herriko Alderdi Sozialista (EHAS), primer partit polític que agrupava nacionalistes bascos d'ambdues bandes del Pirineu.